# A Tatár Köztársaság Tudományos Akadémiája
A Tatár Köztársaság Tudományos Akadémiája a Tatár Köztársaság legfelsőbb állami tudományos intézménye. A köztársaság egykori elnöke, Mintimer Saripovics Saimiev 1991. szeptember 30-án kelt 138. számú rendeletével hozták létre „azzal a céllal, hogy biztosítsák az alapkutatások magas szintű fejlődését a köztársaságban, erősítsék azok szerepét az anyagi és szellemi kultúra, valamint a nemzetgazdaság aktuális problémáinak megoldásában, és összehangolják az akadémiai, ágazati intézetekben és felsőoktatási intézményekben folytatott tudományos kutatásokat.”

## Funkciók és tevékenységek
Az alapító a Tatár Köztársaság, az alapító feladatait a Tatár Köztársaság Minisztertanácsa látja el. A finanszírozást a köztársasági költségvetésből ingyenesen biztosítják.
Az intézmény deklarált célja alap- és alkalmazott kutatások, valamint fejlesztések megszervezése és lebonyolítása a Tatár Köztársaság felgyorsított, fenntartható társadalmi-gazdasági, szellemi és technológiai fejlődésének biztosítása érdekében.

### A Tudományos Akadémia tanszékei, intézetei
- Bölcsészettudományi Tanszék
- Társadalom- és Gazdaságtudományi Tanszék
- Orvosi és Biológiai Tudományok Tanszék
- Agrártudományi Tanszék
- Mechanikai, Matematikai és Mérnöki Tanszék
- Fizikai, Energetikai és Geotudományi Tanszék
- Kémiai és Kémiai Technológiai Tanszék

A Tudományos Akadémia struktúrájába 2014 óta intézetek és központok tartoznak – önálló szervezeti egységként:
- A. H. Halikov Régészeti Intézet
- Alkalmazott Szemiotikai Intézet
- Alkalmazott Kutatások Intézete
- Ökológiai és Ásványkincs-hasznosítási problémák Intézete
- Tatár Enciklopédia és Regionális Kutatások Intézete
- Galimdzsan Ibragimov Nyelv-, Irodalom- és Művészettudományi Intézet
- Iszlámkutatási, Család- és Demográfiai Kutatóközpont

### Díjak
A Tatár Köztársaság Tudományos Akadémiájának Elnöksége magára ruházta a Tatár Köztársaság tudomány és technika területén odaítélt regionális díjakat elbíráló bizottság funkcióit. Feladatául kapta továbbá a következő díjak odaítélésével foglalkozó bizottságok működésének szervezési biztosítását: 
- a foszfororganikus kémia területén odaítélt Nemzetközi Arbuzov-díj[2],
- a paramágneses rezonancia területén odaítélt E. K. Zavojszkij Nemzetközi Díj,
- az A. N. Tupoljev Nemzetközi Díj a mérnöki tudományok terén elért kiemelkedő hozzájárulásért,
- a V. V. Markovnyikov Nemzetközi Díj a szerves kémia területén,
- a V. E. Alemaszov Állami Díj fiatal kutatóknak a mérnöki tudományok területén,
- valamint az M. I. Mahmutov Állami Díj a pedagógia területén.

A különböző tudományterületeken végzett kutatások ösztönzése és elismerése céljából létrehozták a Tatár Köztársaság Tudományos Akadémiájának Arany- és Ezüstérmét, valamint a következő díjakat:
- a Sejh Marzsani-díjat (humán tudományok),
- a Galimdzsan Ibragimov-díjat (tatár nyelvészet és irodalomtudomány),
- a V. A. Popov-díjat (észszerű természethasználat és környezetvédelem),
- a G. H. Kamaj-díjat (kémia),
- a H. M. Mushtari-díjat (matematika, mechanika és műszaki tudományok),
- az A. G. Teregulov-díjat (orvostudomány és egészségügy),
- az A. D. Ado-díjat (allergológia, immunológia és általános kórtan),
- a V. A. Engelhardt-díjat (biológia),
- a K. G. Boly-díjat (állatorvos-tudomány),
- a V. P. Mosolov-díjat (mezőgazdaság),
- és az I. R. Gafurov-díjat (a büntetőjog területén).

A Tatár Köztársaság Tudományos Akadémiája az egyik szervezője a „Tatár Köztársaság 50 legjobb innovatív ötlete” című köztársasági versenynek; pályázatokat és ösztöndíjakat hirdet fiatal kutatók számára a természettudományok, műszaki tudományok és humán tudományok területén; részt vesz az Orosz Tudományos Alap regionális pályázatainak szervezésében is.

### Az Akadémia által kiadott folyóiratok
Volgamenti Régészet (szerepel a Scopus és BAK adatbázisban),
Az eurázsiai sztyeppék régészete (szintén a Scopus és BAK adatbázisban), Orosz Alkalmazott Ökológiai Folyóirat (a VAK adatbázisban), Tudományos Tatárföld, valamint Funny Татарстан (mindkettő szerepel a RINTs adatbázisban).

## A Tatár Köztársaság Tudományos Akadémiájának elnökei
| Sorszám | Fénykép | Név                           | Időszak         |
| ------- | ------- | ----------------------------- | --------------- |
| 1       |         | Manszur Khasanov              | 1992-2006       |
| 2       |         | Akhmet Mazgarov (sz. 1943)    | 2006-2014       |
| 3       |         | Myakzyum Salakhov (sz. 1951)  | 2014–2023       |
| 4       |         | Rifkat Minnikhanov (sz. 1955) | 2023 júliusától |

## Fordítás
- Ez a szócikk részben vagy egészben  a(z)   Академия наук Республики Татарстан című orosz Wikipédia-szócikk ezen változatának fordításán alapul.  Az eredeti cikk szerkesztőit annak laptörténete sorolja fel. Ez a jelzés csupán a megfogalmazás eredetét és a szerzői jogokat jelzi, nem szolgál a cikkben szereplő információk forrásmegjelöléseként.